# Lifnei iver
Nell'Ebraismo, Lifnei Iver (in ebraico לִפְנֵי עִוֵּר‎?, "davanti al cieco") è un modo di riferirsi al concetto di pietra d'inciampo nei testi rabbinici. Si origina dal comandamento, וְלִפְנֵי עִוֵּר, לֹא תִתֵּן מִכְשֹׁל אֲנִי יְהוָה ("Non metterai inciampo davanti al cieco", che significa proprio anche non impedire il cammino alla persona non-vedente per evitare di causare difficoltà di equilibrio e persino di momentanea appercezione, degli altri nonché di quanto lo circonda) (Levitico 19:14).
Il termine ebraico lifnei iver indica una delle trasgressioni che il Talmud afferma debba essere punita con la scomunica (cherem). L'inciampo come concetto distinto e negativo, è presente anche nella teologia cristiana: nel Cattolicesimo è noto come "dare scandalo".

## Contesto biblico

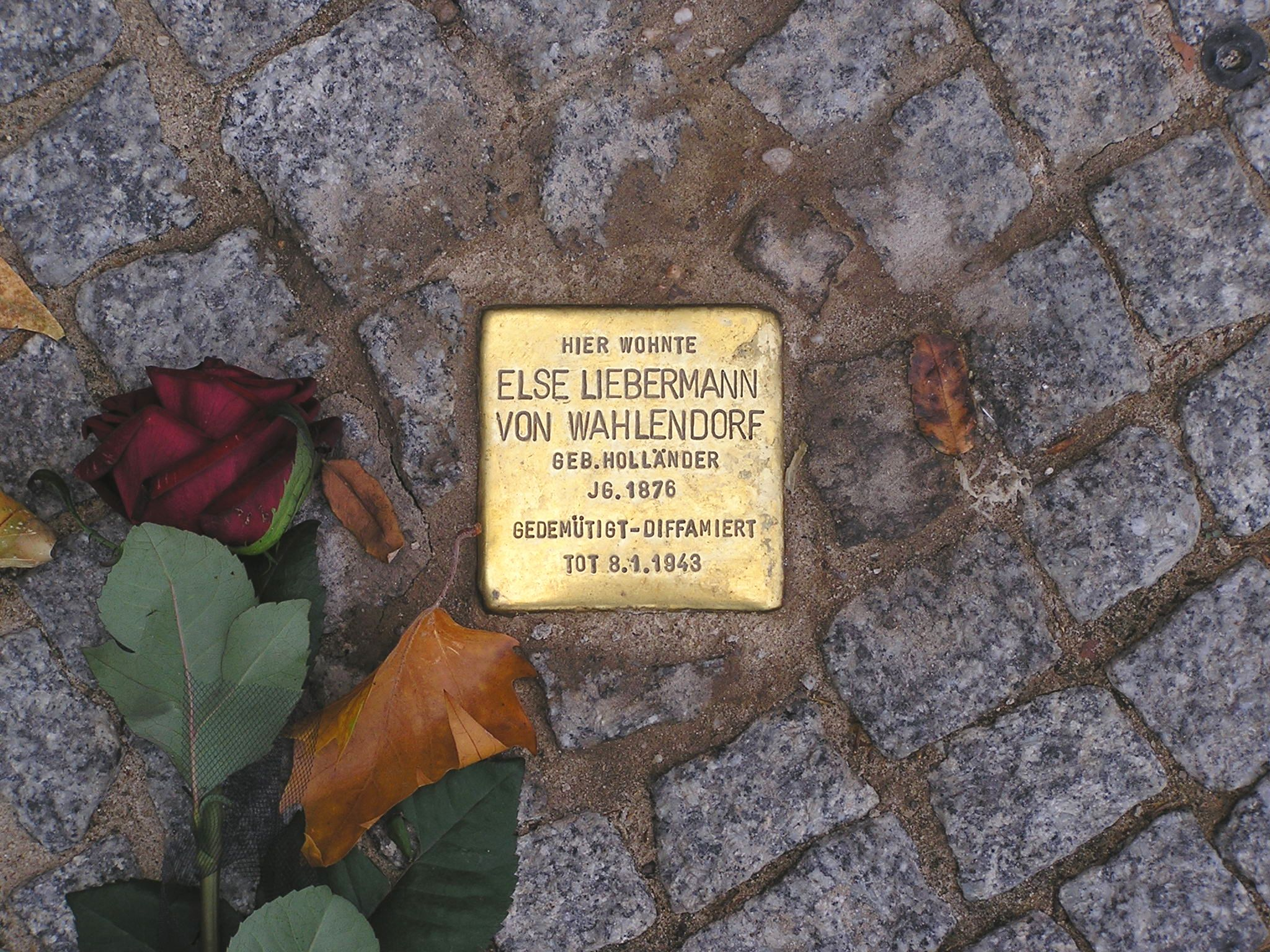
Uno Stolpersteine (Pietra d'inciampo) collocato a Berlino

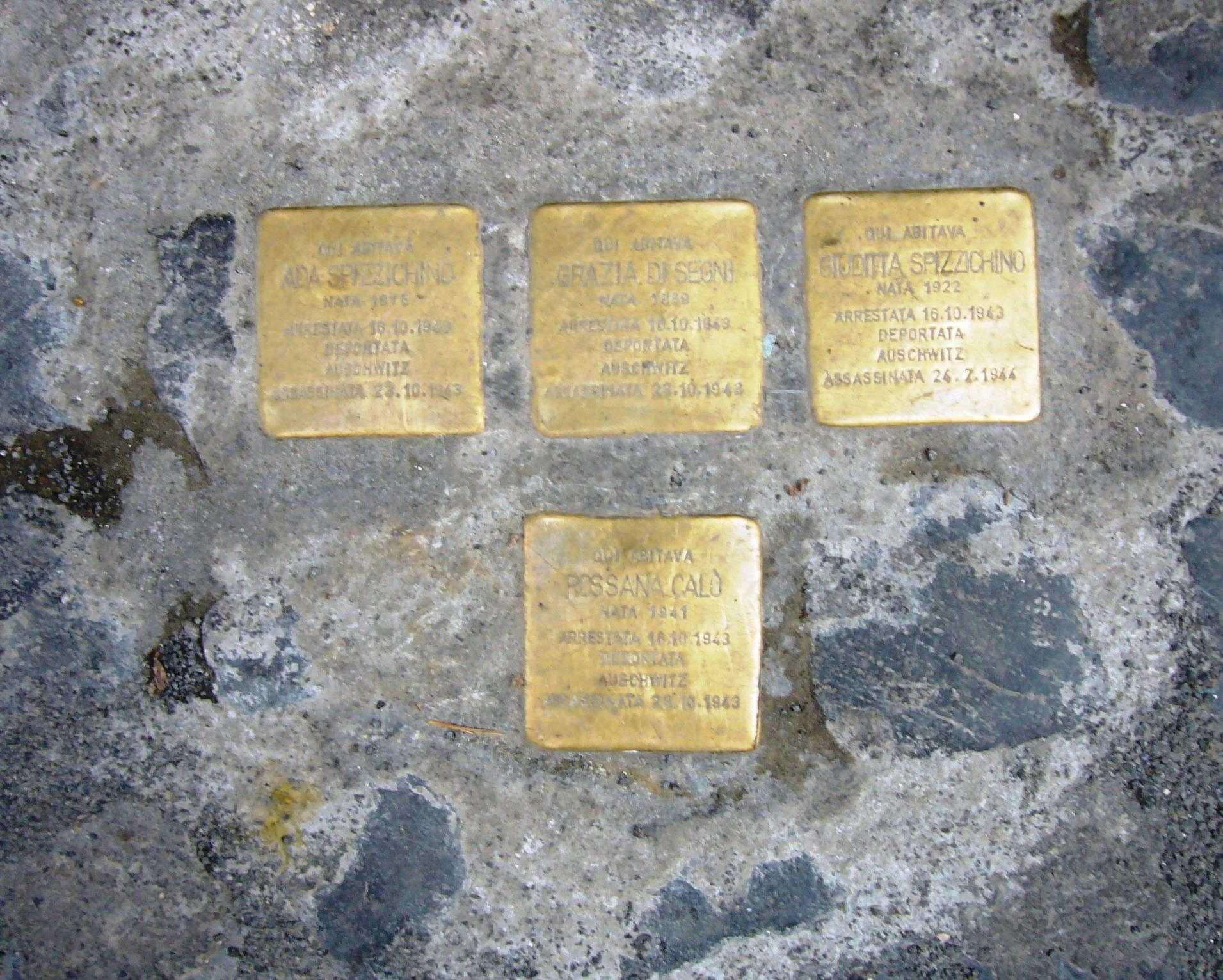
Pietre d'inciampo a via della Reginella, al Ghetto di Roma

Il precetto appare nell'ambito di una breve raccolta di regolamenti in materia di comportamento etico, che copre aspetti quali la considerazione dei sordi, le "malelingue", non tenere rancori, l'imparzialità della giustizia e lasciare spigolature ai poveri (carità), dimostrando sensibilità e opposizione contro lo sfruttamento.

## Nella Legge orale ebraica
Molti principi della halakhici derivano da lifnei iver, poiché la Torah Orale espande le sue ramificazioni al di là di una interpretazione puramente letterale. Nella letteratura rabbinica classica, lifnei Iver è visto come un divieto espresso in senso figurato contro persone fuorvianti; la Sifra (una Midrash del tempo della Mishnah) sostiene che, poiché i destinatari dell'avvertimento sarebbero metaforicamente ciechi per quanto riguarda la sua accuratezza, inciamperebbero metaforicamente se il consiglio fosse dannoso o comunque malvagio. Il Talmud estende il principio anche al vietare l'incitazione a far commettere un atto peccaminoso ad un altro individuo, ove alla persona in questione sarebbe altrimenti mancata la possibilità o i mezzi per commettere il peccato; per esempio, il Talmud include il regolamento di vietare l'offerta di una coppa di vino a qualcuno che ha fatto il voto nazireo (che include il voto di non consumare vino o prodotti di uva). Il Talmud esprime cautela in materia di interpretazioni figurative di questo principio, sottolineando che la legge veramente copre solo quelle situazioni in cui l'altra persona non potrebbe aver commesso la trasgressione senza l'aiuto della prima persona che viola la regola lifnei iver; ciò è noto nel Talmud come i due lati del fiume (Trei Ivrah deNaharah) - se, ad esempio, la persona che ha fatto un voto nazireo, è comunque sul punto di prendere un bicchiere di vino, allora dargli un bicchiere di vino non trasgredisce il lifnei iver.
Il lifnei iver come principio ricorre molte volte in applicazioni più pratiche della Legge ebraica. Per esempio, lo Shulchan Aruch, che l'Ebraismo tradizionale reputa molto autorevole, raccomanda al padre di non castigare corporalmente i figli maggiori (già adulti), poiché ciò li inciterebbe a reagire rivoltandosi, cosa che viene ritenuta una colpa capitale (Shulchan Arukh Yoreh Deah 240:20).

## Prospettive accademiche
Secondo gli editori della Jewish Encyclopedia (1906), la nozione prevalente nelle antiche culture mediorientali era che le afflizioni e i difetti fisici, come la cecità e la perdita di udito, e anche i disturbi circostanziali, come la povertà, erano punizioni per aver peccato; i ciechi, insieme agli storpi e ai lebbrosi, erano emarginati dalla società e interdetti dall'entrare in città, diventando quindi poveri come risultato. Le promulgazioni bibliche di leggi per proteggere gli individui afflitti in questo modo avevano l'effetto, forse voluto, di ridurre i danni subiti.